# Giovanni Quessep
Giovanni Quessep Esguerra (San Onofre, Sucre, 6 de enero de 1939) es un poeta colombiano descendiente de abuelos libaneses que emigraron al país a finales del siglo XIX, huyendo de la persecución del imperio otomano.

## Biografía
El apellido original era Quessed, pero durante los trámites burocráticos en Colombia terminó por escribirse con P final. La familia regresó al Líbano, veinticinco años después, pero volvió definitivamente a instalarse en  Colombia.
En 1949, su familia tiene que abandonar San Onofre durante el periodo de la violencia bipartidista en Colombia. Culmina sus estudios de bachillerato en Cartagena y Sincelejo, lugar en donde conocerá una de las obras que impulsan el inicio de su obra poética, La Divina Comedia. Aborda, además, la lectura de los cuentos clásicos (hermanos Grimm, Perrault, Andersen), Las mil y una noches, la poesía española de los Siglos de Oro y la poesía de Rubén Darío. Estas lecturas lo invitan a escribir y  publicar sus primeros poemas en la revista de su colegio. 
Después de sus estudios secundarios, viaja a Bogotá y estudia Filosofía y Letras en la Universidad Javeriana, y más tarde realiza un postgrado de Literatura Hispanoamericana en el Instituto Caro y Cuervo. Siguiendo las huellas de su maestro Dante, viaja a Italia en donde estudia la poesía del Renacimiento y asiste a un curso conocido como Lectura Dantis.
En 1961 publica su primer libro, Después del paraíso, ceñido a la métrica y a la rima del soneto, que lo distanció de sus contemporáneos nadaístas. Años después apareció su poemario El ser no es una fábula (1968), a partir del cual consolida un universo poético propio, un intento por recordar de que palabra fuimos inventados, y que nos sumerge en un imaginario simbolista, y las realidades oníricas y subjetivas de los cuentos de hadas y las leyendas, temas recurrentes en su obra.
Fue cofundador de la revista Golpe de dados y ha colaborado para otras como Pluma, Eco, Plural, Aquarimántima, Mundo Nuevo, Revista Casa Silva, Gradiva, Gaceta de Colcultura, y El Urogallo. 
Fue muchos años profesor de poesía en la Universidad Javeriana de Bogotá. Después trabajó como profesor de Literatura en la Universidad del Cauca, la cual le otorgó el título honoris causa en Filosofía y Letras en 1992.

## Acerca del Autor
Acerca de él encontramos numerosas críticas literarias, que nos hablan acerca de sus rasgos simbolistas, sugerentes y evocadores, y la creación de diferentes mundos poéticos. "Me alejo de todo estilo de época y de toda moda y no me interesa describir los objetos de la realidad más tangible. Creo que todo poema debe ser una metáfora del alma: metáfora de sus maravillas y de sus terrores, de sus cielos y de sus abismos, esto es, la transfiguración de la realidad, lo que no constituye el olvido de la misma, sino su afirmación más profunda. El yo lírico es del reino de las fábulas.” De esta forma su poesía melodiosa y simbolista  responde a un periodo de estridencia y  trivialidad de la poesía colombiana con  la aparición del nadaísmo. Quessep busca  una nueva forma expresiva más próxima a los sueños, los deseos y la fantasía.
Molano Vega encuentra que la poesía de Quessep efectúa algunas transformaciones específicas sobre ciertos textos e ideologías.
“Los textos de la tradición quessepiana a través de los cuales se hace visible el proceso de secularización, si pudiéramos agruparlos y enfrentarlos, conformarían dos extremos opuestos: uno de ellos, tal vez el más conocido, estaría configurado por las actitudes metafísicas o idealistas encarnadas en las escrituras bíblicas y la literatura medieval, por ejemplo; el otro extremo tendría que ver, en cambio, con la postura historicista y secular del universo, que comienza a despuntar especialmente desde la literatura barroca y se encuentra en la estética del arte por el arte”.
Rastreando las primeras críticas y discusiones en torno a su poesía, da cuenta de que ésta era entendida como una “resistencia a la deshumanización”; gira en torno al ser humano espiritual e interiormente empobrecido por una visión instrumental del mundo; exalta los mundo interiores y rechaza aquella forma mecánica y utilitaria de relacionarnos con el mundo, de donde habría surgido la deshumanización y el empobrecimiento espiritual.
Según James J. Alstrum en la excelsa musicalidad de Quessep podemos hallar  influencias de  José Asunción Silva y   León de Greiff,  de las melodías de  los “Piedracielistas” como Eduardo Carranza, y el carácter sugerente de Aurelio Arturo.
Maria Mercedes Carranza apunta a que Quessep resulta libresco y su temática poco novedosa.   
Sin embargo, Alstrum enmienda esta percepción al explicar su resistencia a las propuestas formales de la época, una forma de aparente evasión del mundo circundante y como rechazo al prosaísmo del lenguaje  cotidiano.
Molano Vega señala  el tratamiento complejo  de  las diferentes preocupaciones, como el amor, la muerte,  o el devenir temporal.  
Según la profesora María Dolores Jaramillo, la poesía de Giovanni Quessep reflexiona acerca del hombre  en el tiempo, y habla sobre el trabajo poético, su misión y su lugar en  la vida del hombre. "Ella se convierte en  poder hechicero que redime al hombre del mundo cotidiano y le permite penetrar lo invisible y misterioso”. Señala que "el lenguaje poético de Quessep tiene importante capacidad de evocación.  La poesía es creadora de realidades y materializadora de imaginarios personales y colectivos.  La imaginación  poética constituye un recurso para sobrellevar la lucha contra el tiempo, el olvido o el dolor y es un artificio para encantar el devenir".
“…El amor que se va, que se acaba, el paso del tiempo, los recuerdos que persigue la palabra, la preocupación por la muerte, el exilio y el desarraigo, el aislamiento del exiliado, o la búsqueda de la poesía y la ensoñación como alicientes vitales, son algunos de los  temas fundamentales de la poesía de  Quessep”, señala María Dolores Jaramillo. 
Fernando Charry Lara resalta “el manejo de las arquitecturas clásicas del verso” y las distintas  “maneras de composición”, refiriéndose al empleo del soneto, el cuarteto, la canción, el madrigal, la elegía y la cuarteta asonantada como formas frecuentes de la estrofa, las cuales se combinan y crean nuevas variaciones que recuerdan a la rica tradición modernista y evidencian el conocimiento profundo que tiene Quessep de la Literatura Española.
En Mito y poesía, escribió Quessep un bello texto  en prosa poética que figura como introducción  a  su libro titulado Carta imaginaria (1998), donde  condensa su poética: “El poeta no teme a la nada. Sabe la lengua del coloquio de los pájaros, que aprendió Adán en el Paraíso terrenal. Y sabe, también, que la poesía es una danza, y que hay un arte de pájaros en su asombro y en su vuelo. Los ojos del poeta están tejidos de un cristal mágico, en su pasión tiene la esfericidad de los cielos y de su música extremada. A medida que se distancian de lo real, hallan la verdad de la poesía, o duración de las fábulas, que es el alma. El poeta, que no lo ignora, pone en juego su ser; pero, si quiere preservar en éste, debe entregarse a la única ley que rige la creación poética: la palpitación del abismo. Y el abismo es el centro del universo: están en él las constelaciones, pero también la rosa, “espejo del tiempo”, semejante a la luna en la metáfora del místico persa. Belleza o abismo, palabra y música: encantamiento total, orden del espíritu que descubre la ciencia del amor y abre las puertas de lo desconocido”.
Existe un muy buen trabajo sobre la poesía de Quessep de Santiago Espinosa sobre  el tema del exilio y el reino lejano evocado por el exiliado de origen libanés. La entrevista con Piedad Bonnett y el ensayo de Nicanor Vélez son esenciales en el acercamiento y buena  comprensión de su poesía.
Los trabajos y estudios sobre la poesía de Giovanni Quessep han sido numerosos. También existe un reconocido y vergonzoso plagio y un largo pleito frente al trabajo de la profesora  Luz Mary Giraldo, quien copió una destacada tesis de maestría de una alumna de la Universidad Javeriana sobre el poeta sucreño, para viajar a exponerla como propia en México.

## Obras
- Después del paraíso (1961)[5]
- El ser no es una fábula (1968)
- Duración y leyenda (1972)
- Canto del extranjero (1976)
- Madrigales de vida y muerte (1978)
- Preludios (1980)
- Muerte de Merlín (1985)
- Un jardín y un desierto (1993)
- Carta imaginaria (1998)
- El aire sin estrellas (2000)
- Libro del encantado - Antología (2000)
- Brasa lunar (2004)
- Hojas de la sibila
- A la luna
- Después será el vacío
- Abismo revelado (2017)

## Premios y distinciones
- Doctor Honoris Causa en Filosofía y Letras de la Universidad del Cauca, 1992.
- Premio Nacional de Poesía "José Asunción Silva", 2004.
- IX Premio Nacional de Poesía por reconocimiento de la Universidad de Antioquia, 2007.